# نایین (ویرجینیا)
نایین (به انگلیسی: Nain) یک منطقهٔ مسکونی در ایالات متحده آمریکا است که در شهرستان فردریک، ویرجینیا واقع شده‌است.